# Bataille de Sandepu
Guerre russo-japonaise
Batailles
- Port-Arthur (1re)
- Chemulpo
- Yalou
- Nanshan
- Te-li-Ssu
- Incident du Hitachi Maru
- Col de Motien
- Tashihchiao
- Port-Arthur (2e)
- Hsimucheng
- Mer Jaune
- Ulsan
- Korsakov
- Liaoyang
- Cha-Ho
- Sandepu
- Mukden
- Tsushima
- Invasion de Sakhaline

La bataille de Sandepu (黒溝台会戦, Kokkōdai no kaisen), aussi connue sous le nom de bataille de Heikoutai, est un important affrontement terrestre de la guerre russo-japonaise qui eut lieu en janvier 1905 à environ 58 km au sud-ouest de Mukden en Mandchourie.

## Contexte
Après la bataille du Cha-Ho, l'armée impériale russe et l'armée impériale japonaise se font face au sud de Mukden jusqu'à l'arrivée de l'hiver mandchou. Les Russes se retranchent dans la ville de Mukden, tandis que les Japonais occupent un front long de 160 km avec les 1re, 2e, et 4e armées, ainsi que le régiment de cavalerie indépendant d'Akiyama Yoshifuru. Les commandants japonais estiment qu'une bataille importante n'est pas possible et affirment que les Russes pensent la même chose en raison des difficultés d'un combat en hiver.
Le commandant russe, le général Alexeï Kouropatkine, reçoit des renforts par le transsibérien mais est perturbé de l'arrivée soudaine de la 3e armée japonaise du général Nogi Maresuke sur le front après la chute de Port-Arthur le 2 janvier 1905.
Dans l'État-major de Kouropatkine à Mukden, le général Nicolas Petrovitch Linevitch vient d'arriver de Vladivostok pour commander la 1re armée mandchoue et l'aile gauche de Kouropatkine. Le centre est tenu par la 3e armée mandchoue du général Alexandre von Kaulbars. L'aile droite est commandée par le général Oskar Grippenberg, nommé à la tête de la 2e armée mandchoue composée du 8e corps armé européen, d'une division du 10e, de la 61e division de réserve, de la 5e brigade de fusiliers, et du 1er corps armé de Sibérie du général Georg von Stackelberg, en plus d'un grand corps de cavalerie. Les forces russes comptent au total 285 000 hommes et 350 canons.
Gripenberg est d'abord pessimiste vis-à-vis des plans de Kouropatkine visant à effectuer une offensive contre l'aile gauche des Japonais, qui est placée dans une position exposée proche du territoire russe aux environs du petit village de Heikoutai. Il accepte le plan à la condition que les trois armées russes coordonnent leur attaque. Les détails du plan sont transmis à Saint-Pétersbourg par un correspondant de guerre de L'Écho de Paris, qui attribue la conception du plan à Gripenberg. Ce nouvel article, ainsi que les redéploiements importants de Gripenberg les 14 et 16 janvier, signalent aux Japonais les intentions russes.

## Raid de Michtchenko
Le premier mouvement de Kouropatkine est d'envoyer le général Pavel Michtchenko vers le sud avec 6 000 cavaliers et six batteries d'artillerie légère dans le but de détruire la gare de Newchang des chemins de fer de Mandchourie du Sud. Le bâtiment est connu pour stocker une grande quantité de nourriture et de matériel. Michtchenko est également chargé de détruire des pont ferroviaires et des sections de voies le long de sa route. Parti le 8 janvier, il progresse lentement en raison d'une mauvaise météo et d'un manque de fourrage et de source d'approvisionnement sur sa route. Au moment où il atteint la gare le 12 janvier, elle a déjà été fortifiée par les Japonais. Il échoue trois fois à prendre le bâtiment et est forcé de se replier à Mukden qu'il atteint le 18 janvier. Les dégâts causés par ses dragons sont rapidement réparés par les Japonais.

## Bataille
Le 19 janvier, Kouropatkine ordonne à la 2e armée mandchoue d'attaquer dans une manœuvre de flanc la 2e armée du général Oku Yasukata puis de revenir traverser la rivière Taitzu avant que la 3e armée de Nogi n'arrive. Cependant, Gripenberg n'est pas autorisé à emmener toutes ses troupes, Kouropatkine le limite à trois divisions en plus du 1er corps armée de Sibérie et de la cavalerie. Les Japonais sont conscients de ces plans et Ōyama doit renforcer son flanc gauche. Kouropatkine blâme plus tard Gripenberg car ces mouvements de préparations auraient alerté les Japonais.
Le 25 janvier 1905, la bataille commence avec une attaque du 1er corps armé de Sibérie sur le village fortifié de Heikoutai que les Russes prennent au prix de lourdes pertes. La 14e division russe, qui a pour objectif d'attaquer le village fortifié de Sandepu, échoue à coordonner son attaque avec le 1er corps de Sibérie, et doit retarder son attaque d'une journée. Gênés par un manque de cartes, de reconnaissance et par une mauvaise météo, avec parfois des blizzards, les Russes attaquent le mauvais village, occupant le hameau de Paotaitzu qui subit un violent tir de barrage de l'artillerie japonaise et une contre-attaque venue de Sandepu qui avait été occupé par la 5e division japonaise. Plutôt que de venir à leur secours, Gripenberg envoie un faux rapport à Kouropatkine en disant que Sandepu est capturé et qu'il a ordonné à ses hommes d'y rester le 27 janvier. Cependant, le reste de la région assignée aux troupes de Stackelberg est entre les mains des Japonais, et malgré les ordres de rester sur place, Stackelberg décide de lancer une attaque. Après avoir perdu 6 000 hommes, il est forcé de se replier.
Le matin du 28 janvier, Gripenberg découvre qu'il est séparé du général Kaulbars par le village de Sandepu, ce qui les empêche de réunir leurs forces. Cependant, étant donné qu'il est en supériorité numérique sur les Japonais par sept divisions contre cinq, il insiste pour continuer l'offensive. Sa décision n'est pas soutenue par Kouropatkine, agissant avec sa prudence et son hésitation habituelles, et ordonne aux forces de Gripenberg de se replier. Stackelberg, ignorant de nouveau les ordres, continue d'attaquer, et avec l'aide de la cavalerie de Michtchenko, prend une partie du village de Sandepu. Dans le même temps, le 10e corps armé russe du général Konstantin Tserpitsky, avec le consentement de Gripenberg, réussit à sécuriser des positions à l'arrière de Sandepu. Malgré la situation avantageuse, Kouropatkine relève Stackelberg de son commandement pour insubordination, et redemande à Gripenberg de se replier. Les soldats russes avançant, leur moral est élevé car ils réussissent pour la première fois une offensive depuis le début de la guerre, et ne comprennent pas pourquoi on leur ordonne de se replier.
Ōyama lance ensuite une contre-attaque massive le 29 janvier 1905 et réussit à reprendre Heikoutai durant la matinée.
Immédiatement après la bataille, Gripenberg démissionne de son poste sous prétexte d'être malade et est remplacé par Kaulbars. Sur le chemin de retour vers Saint-Pétersbourg, il s'arrête à Harbin où il blâme violemment Kouropatkine de la responsabilité de la débâcle dans les journaux, l'accusant d'être un « traître » et affirmant qu'il a refusé son soutien crucial car il était jaloux de son succès. Il continue ses attaques sur Kouropatkine même après son retour en Russie. Stackelberg est également relevé de son commandement par Kouropatkine pour insubordination.

## Bilan
Les pertes totales des Russes sont de 1 781 tués, 9 395 blessés et 1 065 disparus selon des sources soviétiques modernes, bien que d'autres sources indiquent un total de plus de 20 000 hommes perdus. Les pertes japonaises totales sont d'environ 9 000 avec seulement 2 000 tués.
Étant donné que la bataille se termine en impasse tactique, aucun camp ne réclame la victoire. En Russie, les marxistes utilisent la controverse de Gripenberg dans les journaux, et l'incompétence de Kouropatkine dans les batailles précédentes, pour réunir plus de soutien dans leur campagne contre le gouvernement.